# Sarcophaga preussi
Sarcophaga preussi är en tvåvingeart som beskrevs av Zumpt 1951. Sarcophaga preussi ingår i släktet Sarcophaga och familjen köttflugor. Inga underarter finns listade i Catalogue of Life.